# Sofiane
Sofiane Zermani, anche conosciuto come Fianso (in arabo سفيان زرماني‎?; Saint-Denis, 21 luglio 1986), è un rapper francese di origine algerina. 
Nato nella periferia nord di Parigi, ha vissuto nella vicina Stains fino all'età di 13 anni, quando si è trasferito a Le Blanc-Mesnil.

## Carriera
Nel 2011 ha pubblicato da indipendente il mixtape Blacklist, seguito da Blacklist II nel 2013. Nel 2016 ha lanciato una serie di video intitolata #JeSuisPasséChezSo invitando altri rapper meno noti a partecipare. Nel novembre 2016 ha firmato un contratto con la Capitol Records, un'affiliata di Universal Music France. Nel gennaio 2017, ha pubblicato Ma cité a craqué con Bakyl. L'EP #JeSuisPasséChezSo, stesso titolo della serie precedente, ha raggiunto il numero 2 nella SNEP, la classifica discografica francese. L'album è stato certificato platino nel maggio 2017, dopo aver venduto oltre 100 000 copie a livello internazionale. Nel maggio 2017 Sofiane ha pubblicato l'album Bandit saleté, che è stato anch'esso certificato disco di platino.

### Controversie
Per il video musicale della canzone Toka, Sofiane e circa 10 membri della sua troupe si sono fermati al centro dell'autostrada A3, bloccandola mentre registravano il video, senza permesso. Come conseguenza, nel febbraio 2018 è stato multato di 1.500 euro e condannato a quattro mesi di carcere con sospensione della pena per ostacolo al traffico. Alla sentenza, Sofiane si è scusato per le sue azioni e ha detto che la decisione di filmare lì era stata fatta in un momento di "brutta ispirazione".

## Discografia

### Album in studio
- 2017 – Bandit saleté
- 2018 – Affranchis
- 2021 – La direction

### EP
- 2007 – Première claque

### Mixtape
- 2009 – La vie de cauchemar
- 2011 – Blacklist
- 2013 – Blacklist 2
- 2017 – #JesuispasséchezSo

## Filmografia

### Cinema
- Terremère, regia di Aliou Sow (2014)
- Frères Ennemis, regia di David Oelhoffen (2018)
- Mauvaises herbes, regia di Kheiron (2018)
- Senza limiti, regia di David M. Rosenthal (2022)
- Tigri e iene, regia di Jérémie Guez (2024)

### Televisione
- Les Sauvages – serie TV, 6 episodi (2019)

## Teatro
Sofiane ha anche recitato in opere teatrali in due occasioni:
- 2018: Le Magnifique, adattamento de Il grande Gatsby di F.Scott Fitzgerald, al Festival d'Avignon
- 2019: La Mort d'Achille, di Wajdi Mouawad, al Festival d'Avignon